# 田中秀幸 (アナウンサー)
田中 秀幸（たなか ひでゆき、1980年6月7日 - ）は、三重エフエム放送の元アナウンサー。

## 略歴
東京都板橋区出身。専修大学附属高等学校、専修大学を卒業後、2004年4月にアナウンサーとして入社、2008年3月に退社した。その後、日本大学に編入し中高社会科の教員免許を取得、教員となった。
現在は中学校の社会科の教員である。

## 人物
- 出身校である板橋区立板橋第一中学校と専修大学附属高等学校では生徒会長を務めた。
- 東京都出身であるが、阪神タイガースのファンである。
- 落語好きの影響で、FM三重のアナウンサーだった頃は落語口調が目立ち、ダジャレや謎かけをよく披露していた。
- 小田和正によく似ており放送でそのことをしばしばネタにされた。そのためラジオ局のアナウンサーであったにもかかわらず街中でリスナーに何度か声をかけられ、小田和正に間違われたこともそれまでに2度あったという。
- 2008年に東京マラソンを完走した。
- 2009年11月に行われた専修大学附属高等学校の80周年記念文化祭で平原綾香が登場した際、司会進行を務める。

## 三重エフエム放送在籍時の担当番組
FM三重のスポーツ担当
- スバスポ!（『広瀬隆のスバラジ』内）
- サタスポ!
- マイタウンガイド
- モーニングキューブ